# Выборы в Европейский парламент в Литве (2019)
Выборы в Европейский парламент в Литве (лит. 2019 m. rinkimai į Europos Parlamentą Lietuvoje) прошли 26 мая 2019 года и стали четвёртыми европейскими выборами в стране. Данные выборы состоялись как часть общеевропейских выборов 26 мая 2019 года. В это же время прошёл второй тур президентских выборов Литвы 2019 года.
На 11 мест баллотировался 301 кандидат от 16 партий.

## Результаты
| Партия | Партия                                                                              | Голосов   | %      | Мест |
| ------ | ----------------------------------------------------------------------------------- | --------- | ------ | ---- |
|        | Союз Отечества                                                                      | 245,918   | 19.74  | 3    |
|        | Социал-демократическая партия Литвы                                                 | 199,217   | 15.88  | 2    |
|        | Союз крестьян и зелёных Литвы                                                       | 157,604   | 12.56  | 2    |
|        | Партия труда                                                                        | 112,964   | 8.99   | 1    |
|        | Либеральное движение                                                                | 81,916    | 6.59   | 1    |
|        | Общественная избирательная комиссия «Поезд Аушры Малдейкене»                        | 80,703    | 6.51   | 1    |
|        | Избирательная акция поляков Литвы — Союз христианских семей                         | 69,263    | 5.50   | 1    |
|        | Литовская партия центра                                                             | 64,091    | 5.13   | 0    |
|        | Общественная избирательная комиссия «Движение президента Роландаса Паксаса»         | 50,130    | 4.00   | 0    |
|        | Общественная избирательная комиссия «Витаутас Раджвилас: Восстановите государство!» | 41,860    | 3.35   | 0    |
|        | Порядок и справедливость                                                            | 34,298    | 2.73   | 0    |
|        | Социал-демократическая трудовая партия Литвы                                        | 29,592    | 2.36   | 0    |
|        | Литовская партия зелёных                                                            | 28,126    | 2.27   | 0    |
|        | Свобода и справедливость                                                            | 23,829    | 1.92   | 0    |
|        | Общественная избирательная комиссия «Сильная Литва в объединенной Европе»           | 16,671    | 1.26   | 0    |
|        | Общественная избирательная комиссия «Решительный скачок»                            | 14,195    | 1.07   | 0    |
| Всего  | Всего                                                                               | 1,322,036 | 100.00 | 11   |